# Sablotin
Sablotin (おねがい!サミアどん, Onegai! Samia Don) est un anime japonais en 78 épisodes de 22 minutes produit par Tokyo Movie Shinsha et diffusé du 2 avril 1985 au 4 février 1986 sur NHK. Cet anime s'inspire du roman de 1902 Une drôle de fée par l'autrice anglaise Edith Nesbit.
Au Québec, la série a été diffusée à partir du 1er juillet 1987 à Super Écran puis rediffusée à partir du 8 décembre 1989 sur Canal Famille, et en France à partir du 29 juin 1988 sur TF1.

## Voix françaises
- Frédéric Girard : Sablotin
- Marie-Laure Dougnac : Jeanne
- Pierre Laurent : Simon
- Eric Chevallier : Robert, Henri
- Annabelle Roux : Annie, bébé
- Geneviève Taillade : la Mère, Sablotine
- Jean-Pierre Denys : le Père
- Rolande Forest : Grand-Mère
- Laurent Hilling, Jean-Louis Faure, Jean-Pierre Malardé : rôles divers

## Commentaires
- Sablotin apparait à plusieurs reprises, sous différentes formes, dans Emi Magique durant les épisodes 11 et 23.